# فردریک چاپین (کشتی)
فردریک چاپین (کشتی) (به انگلیسی: Fryderyk Chopin (ship)) یک کشتی است که طول آن ۱۸۱ فوت (۵۵ متر) می‌باشد. این کشتی در سال ۱۹۹۲ ساخته شد.